# Joan Hannah
Joan Hannah, née le 27 avril 1939 à Boston, est une skieuse alpine américaine.

## Palmarès

### Jeux olympiques d'hiver
| Épreuve / Édition    | Descente | Slalom géant | Slalom |
| JO 1960 Squaw Valley | 21e      | —            | —      |
| JO 1964 Innsbruck    | 15e      | 26e          | 19e    |

### Championnats du monde
| Épreuve / Édition      | Descente | Slalom géant | Slalom | Combiné |
| JO 1960 Squaw Valley   | 21e      | —            | —      | —       |
| Mondiaux 1962 Chamonix | Abandon  | Bronze       | 19e    | —       |
| JO 1964 Innsbruck      | 15e      | 26e          | 19e    | 12e     |
| Mondiaux 1966 Portillo | 12e      | 19e          | —      | —       |

### Arlberg-Kandahar
- Meilleur résultat : 9e place dans le slalom et le combiné 1964 à Garmisch